# Carl von Alten

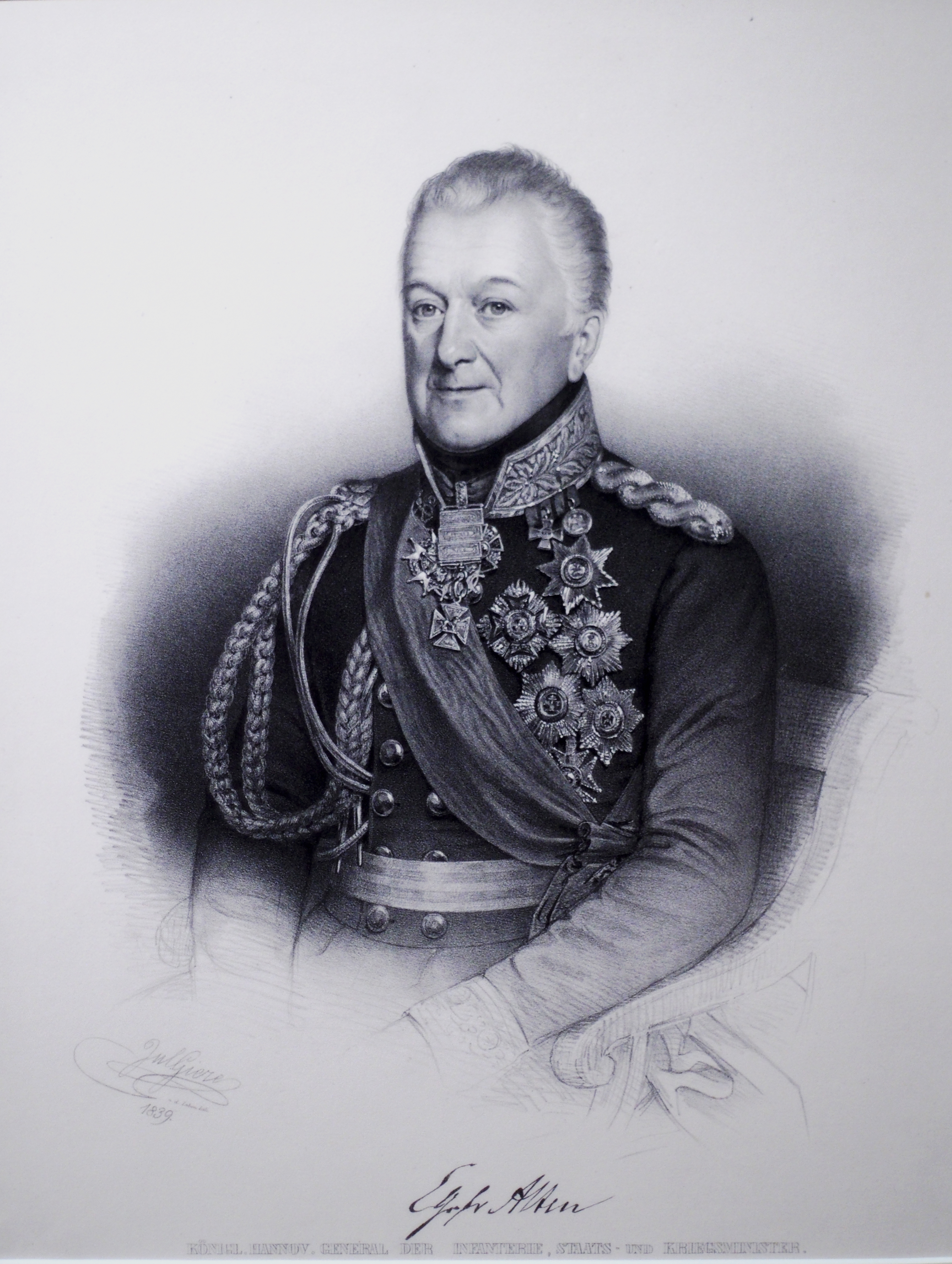
Carl August Graf von Alten General und Kriegsminister

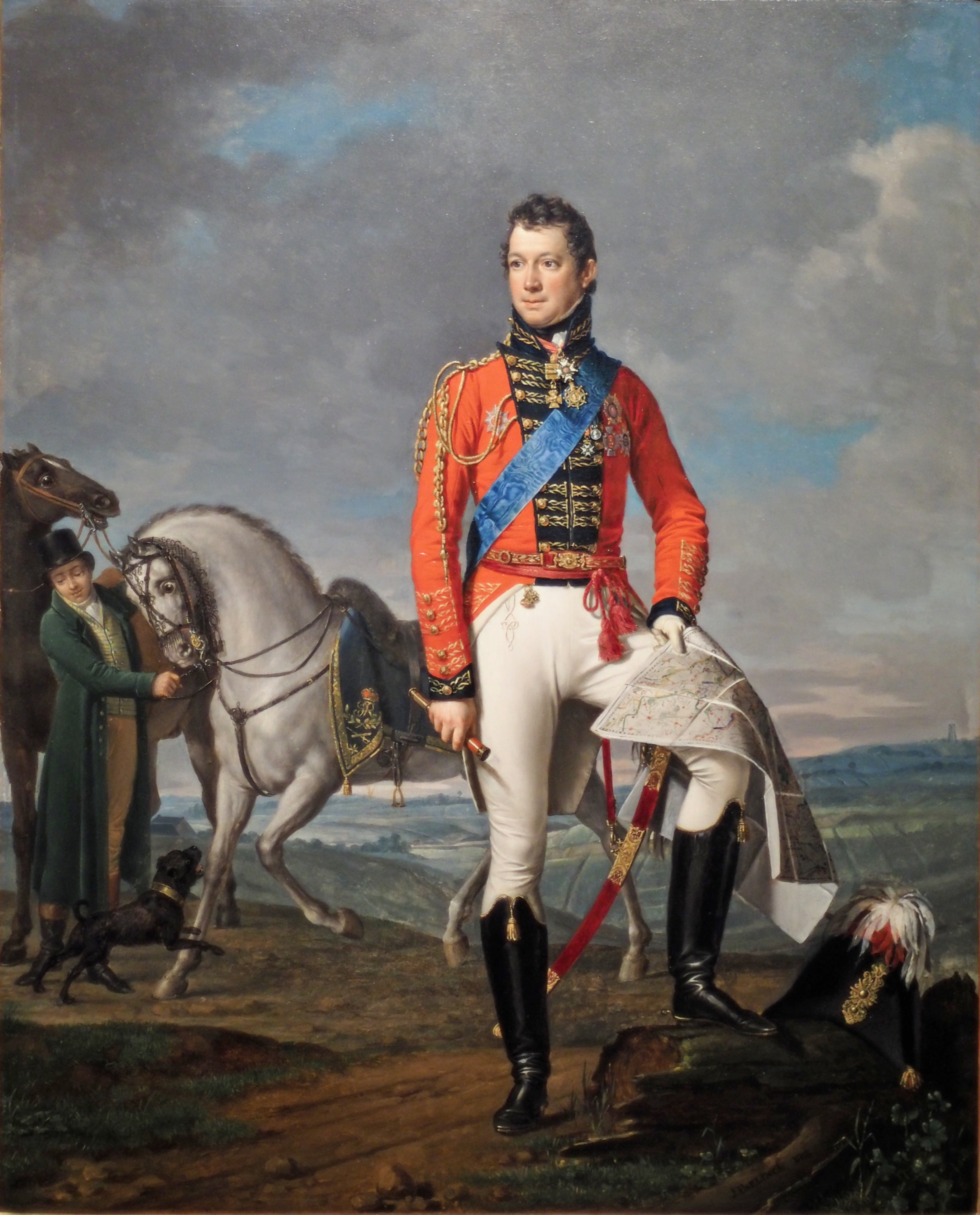
General von Alten auf dem Schlachtfeld von Waterloo

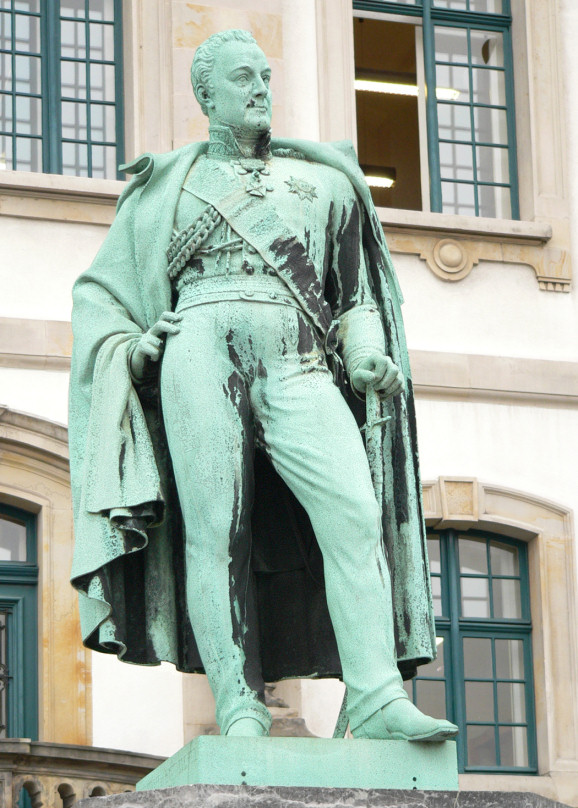
Bronzestatue in Hannover vor dem Eingang des Niedersächsischen Landesarchivs

Carl August von Alten, später Graf von Alten, (* 21. Oktober 1764 in Hannover; † 20. April 1840 in Bozen) war ein hannoversch-britischer General und Staatsmann.
Carl von Alten war der einzige hannoversche Offizier, der in den Koalitionskriegen gegen Napoleon sowohl die King’s German Legion (Königlich Deutsche Legion) als auch einen britischen Verband führte.
Durch die Verteidigung des Gutshofes „La Haye Sainte“ hatte von Alten wesentlichen Anteil am Sieg der Alliierten bei Waterloo – und damit auch an der Umsetzung der auf dem Wiener Kongress beschlossenen Erhebung des Kurfürstentums Braunschweig-Lüneburg zum Königreich Hannover.

## Herkunft
Seine Eltern waren August Eberhard von Alten (1722–1789) und dessen Ehefrau Henriette, geborene Freiin von Vincke-Ostenwalde. Sein Vater war Herr auf Wilkenburg und Sundern, Oberhauptmann in Burgwedel sowie Hof- und Kanzleirat. Er hatte vier Brüder, darunter den hannoverschen Generalleutnant Viktor von Alten.

## Leben

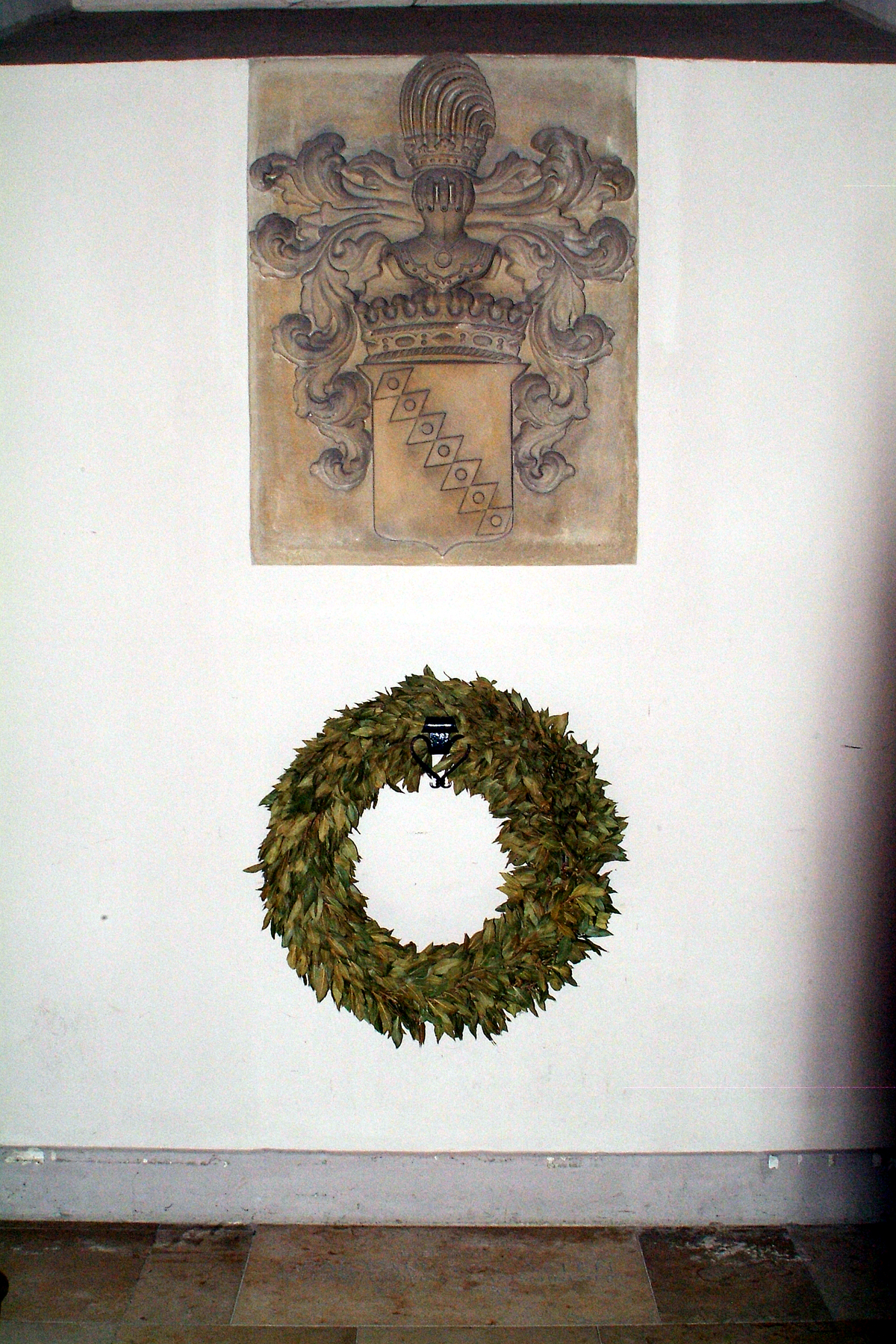
Wappen und Bodenplatte im Turm der Neustädter Hof- und Stadtkirche St. Johannis, wohin 1958 die Gebeine des Grafen überführt wurden.

Carl von Alten wurde als neuntes Kind der Familie im Wilkenburger Stadthaus in der Stadt Hannover geboren und in der Neustädter Hof- und Stadtkirche St. Johannis auf den Namen Carl August getauft.
Als Zwölfjähriger kam er in ein Erziehungsinstitut für Pagen, das spätere Georgianum in der Calenberger Neustadt. Seine militärische Laufbahn begann er 1781 als Fähnrich in der Fußgarde der hannoverschen Armee und wurde 1785 Leutnant, trat 1803 in England in die King’s German Legion ein. Als Oberstleutnant wurde ihm das Kommando des 1. leichten Bataillons im Hannoveraner Korps übertragen; zusammen mit dem 2. Korps bildete dieses die Schützen-Brigade. Er kämpfte bei Hannover (1805), bei Kopenhagen (1807) und auf Rügen, in Schweden und auf der Pyrenäenhalbinsel. Am 23. Oktober 1808 erreichte Alten als Oberst seine Ernennung zum Kommandeur der Schützen-Brigade. Nachdem General Craufurd bei der Belagerung von Ciudad Rodrigo beim Sturm fiel, übertrug ihm Wellington per Order vom 2. Mai 1812 das Kommando über die kurhannoverische leichte Division der Königlich Deutschen Legion.
Vor der Schlacht bei Waterloo, an der er als Kommandeur der 3. leichten Division (King’s German Legion) teilnahm, verteidigten seine Soldaten am 18. Juni 1815 den Meierhof „La Haye Sainte“, direkt vor der Hauptlinie der Engländer mit dem Duke of Wellington, gegen die Hauptmacht der Armee Napoleons. Durch das Halten dieses Hofes hatte Wellington Zeit zu warten, „bis es Nacht wird oder die Preußen kommen.“ Die eigentlich schon fast verlorene Schlacht drehte sich dann – als tatsächlich die Preußen kamen.
Carl von Alten wurde in der Schlacht schwer verwundet. Für seine Verdienste wurde er zum General ernannt und durch königliche Order vom 21. Juli 1815 in den hannoverschen Grafenstand erhoben. Anschließend übernahm er das Kommando über die Neuaufstellung der Hannoverschen Armee und wurde zum Feldmarschall ernannt. Seit 1832 Kriegsminister, übernahm er 1833 auch das Außenministerium, wurde Generalinspekteur der Armee und Präsident des Kriegsgerichts.
Von der britischen Krone wurde er ehrenhalber am 2. Januar 1815 als Knight Commander des Bathordens und 1820 als Knight Grand Cross desselben Ordens ausgezeichnet.
Von 1824 bis 1834 wirkte der Militär als Kommandeur der Generalstabsakademie.

## Lebensspuren in Hannover

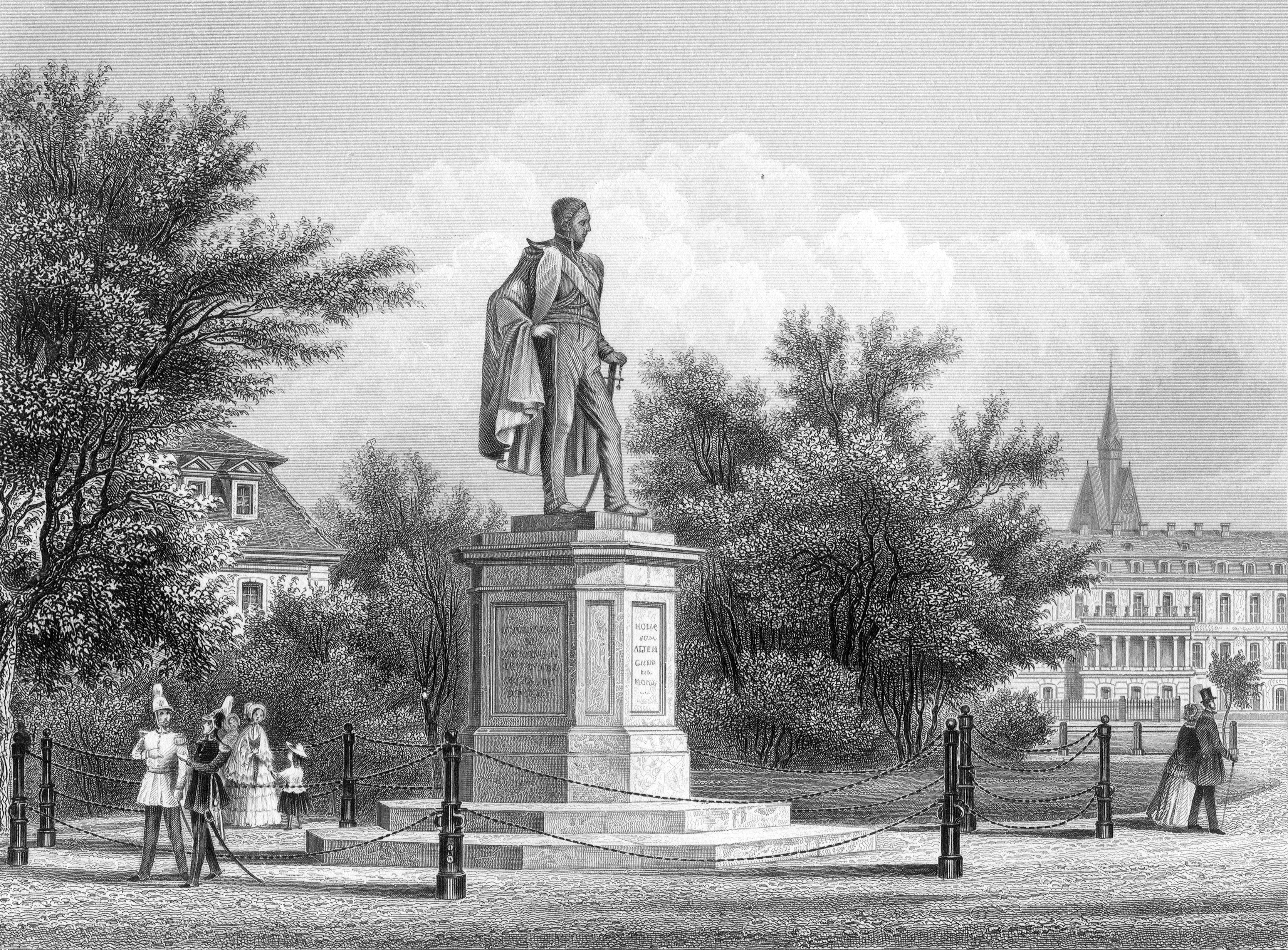
Statue des Grafen, der in Richtung seines ehemaligen Palais Friederikenschlösschen blickt. Stahlstich um 1858 von Johann Poppel nach einer Zeichnung von Wilhelm Kretschmer

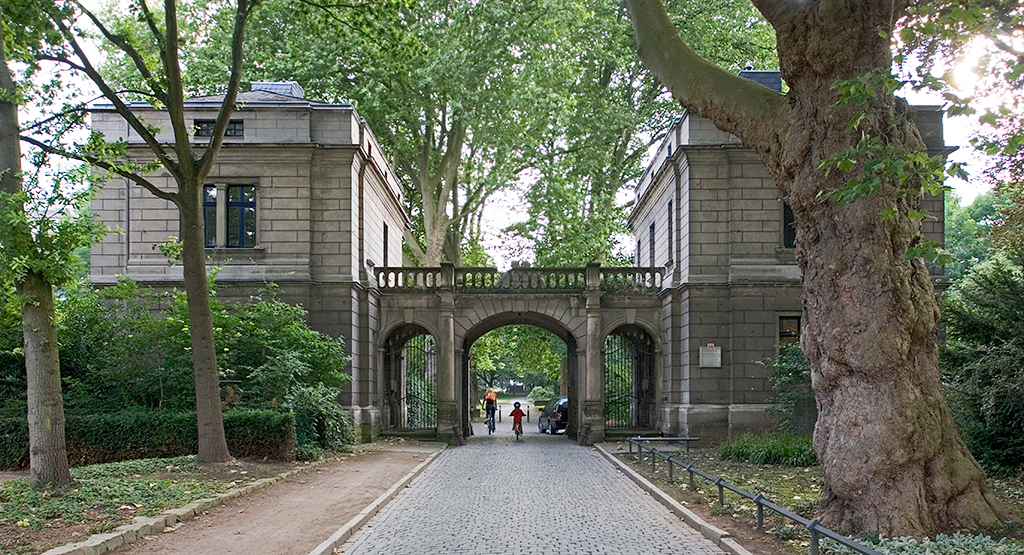
Torhäuser am Übergang der Von-Alten-Allee in den Ost-Eingang des Von-Alten-Gartens

Carl von Alten entstammt dem ab 1182 nachweisbaren niedersächsischen Adelsgeschlecht derer von Alten mit Stammsitz in Ahlten bei Lehrte. Ein weiteres Anwesen (1816–1961), am östlichen Anstieg zum Lindener Berg – der Von-Alten-Garten –, wurde nach Verkauf an die Stadt Hannover zum öffentlichen Park umgestaltet.
Nach 1817 vollendete der königlich hannoversche Stadtplaner und klassizistische Hofbaumeister Georg Ludwig Friedrich Laves das Friederikenschlösschen als neues Palais für den zum Grafen erhobenen von Alten, dem Leineschloss gegenüber, und am Rande eines größeren ehemaligen Parade- und Exerzierplatzes: dieser wurde nach Laves' hippodromförmigen Umgestaltungen (1825) und Enthüllung der Waterloosäule (1832) in Waterlooplatz umbenannt (1834).

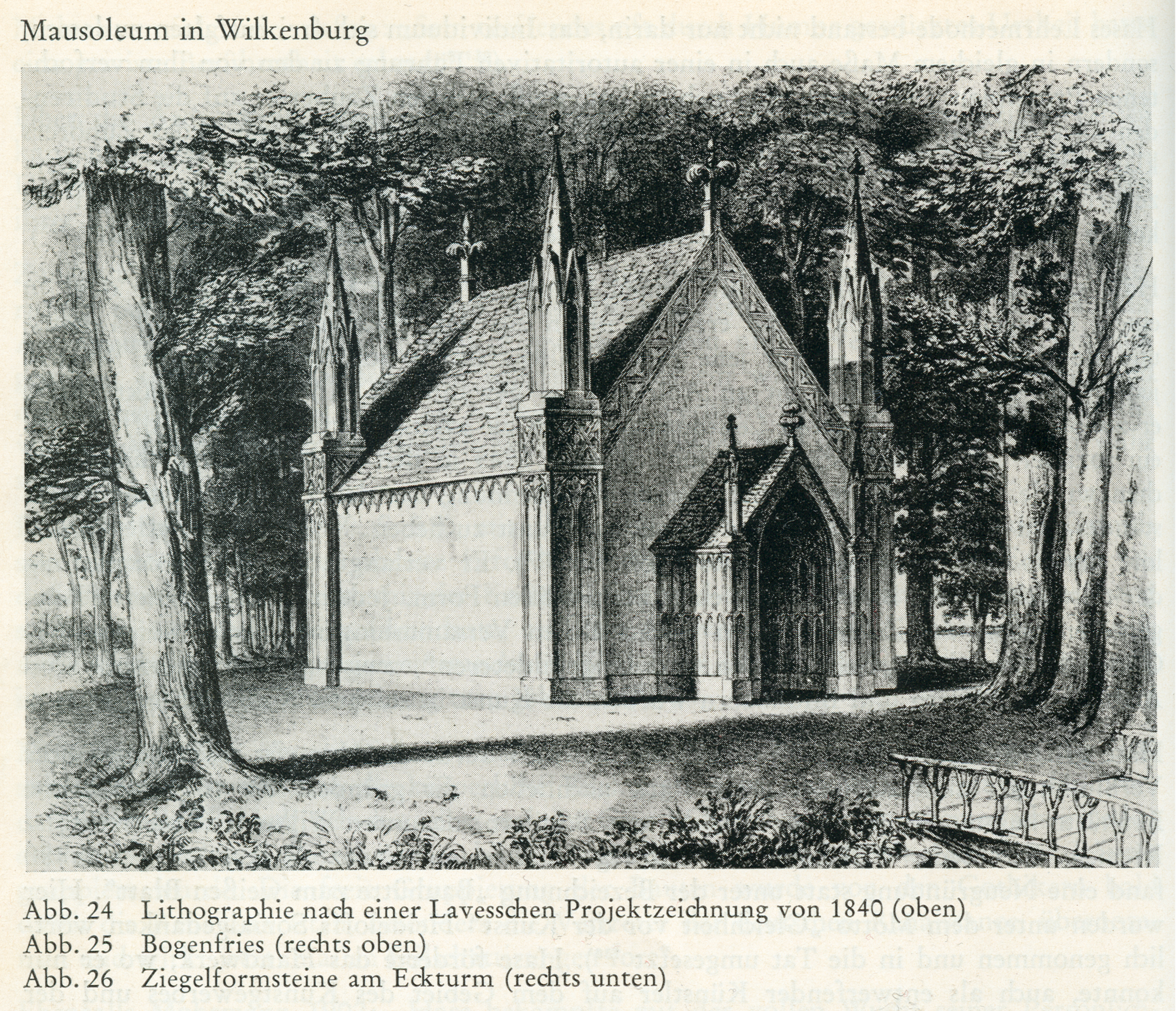
Projektzeichnung des Mausoleum Graf Carl von Alten von Laves, 1840

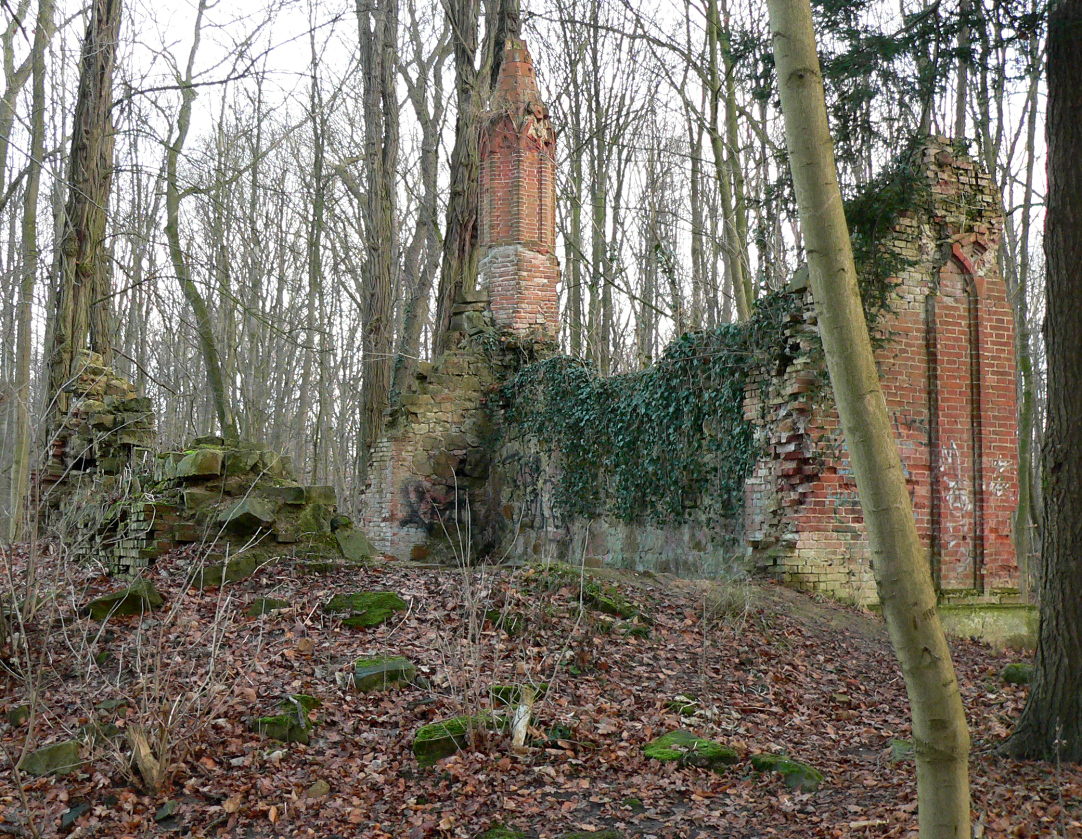
Ruine des Mausoleums im Naturschutzgebiet Sundern, 2012

Nach von Altens Tod entwarf Laves 1842 für die Familie das Mausoleum Graf Carl von Alten bei Wilkenburg, heute im Naturschutzgebiet Sundern gelegen. Fertiggemauert wurde es von Hannovers zweiten bedeutendem Architekten, Conrad Wilhelm Hase: Das Bauwerk, dessen Backsteine durch Hase zum Teil eigenhändig modelliert und signiert wurden, und von Hase als erster Anfang der „Hannoverschen Backstein Architektur“ bezeichnet wurde, zerfiel im Laufe der Zeit zur Ruine. Heute gilt es als der erste Backsteinbau der Neugotik in Norddeutschland. Das Mausoleum wurde seit den 1950er Jahren demontiert, teils durch Diebstahl. 2012 wurde ein Verein zur Rettung des Mausoleums gegründet.
Der hannoversche Bildhauer Heinrich Kümmel schuf 1849 das Bronzestandbild des Grafen vor dem barocken Königlichen Archiv (heute: Niedersächsisches Landesarchiv) am Waterlooplatz. Die Statue blickte zum Friederikenschlößchen als dem Palais des Grafen. Über den Wiederaufbau des ehemaligen Schlosses wurde vor dem Hintergrund einer zweiten Stadtzerstörung nach dem Zweiten Weltkrieg diskutiert. Das Schloss überstand zwar die Luftangriffe auf Hannover, fiel aber 1966 dem Abriss zum Opfer – für eine geplante, allerdings nie gebaute Staatskanzlei. Anstelle des früheren Palais im historischen Gesamtkomplex befindet sich hier heute eine Rasenfläche (neben dem Waterloo-Biergarten).
Mitglieder der Familie von Alten wohnen noch heute in und um Hannover.